# Торокоро Марі
Торокоро Марі (*д/н–1855) — 11-й фаама (володар) імперії Сегу в 1854—1855 роках. Відомий також як Бін Марі.

## Життєпис
Походив з династії Нголосі. Син фаами Монсона Діарри. 1854 року після загибелі брата Масси Демби успадкував трон держави.
Намагався відновити єдність та водночас почав перемовини з Омаром, альмамі імперії тукулерів, але 1855 року повалений братом Кеге Марі, який поступився троном братові Ветала Алі.